# Badger Mountain Lookout
Le Badger Mountain Lookout est une tour de guet du comté de Chelan, dans l'État de Washington, dans le nord-ouest des États-Unis. Originellement située dans le comté de Douglas, cette tour a été déplacée en 1999 jusqu'au Columbia Breaks Fire Interpretive Center, au nord d'Entiat. Elle est inscrite au Registre national des lieux historiques depuis le 27 décembre 1990.